# 유명세
유명세(有名稅)는 유명인들이 세상에  널리 알려져 있는 탓으로 당하는 불편 및 곤욕을 세금에 비유하여 부르는 속어이다.
세금이 받는 국가에 있어서는 국익이지만 이를 납세하는 납세자에게는 환영받는 것이 아니므로 이렇게 비유하는 것이다.
유명세에 대하여 주로 운동선수, 연예인 등 스타들이 당하지만 국회의원 등 정치인, 작가, 예술인, 교수, 학자, 재벌 및 대기업 총수 등으로서 유명인들도 당한다.
이 유명세가 특히 공공장소에 사생활을 영위하러가면 그 공공장소에 있는 다른 모든 혹은 대다수의 만인들이 이들을 알아보아서 그 공공장소에서 활동하기가 불편한 식이다.
가령 스타연예인이 연예활동 아닌 사적으로 서울랜드에 놀이기구 타러 놀러가는 사생활을 하면 서울랜드에 놀러온 다른 관람객들이 그를 알아보아 놀이기구 탑승이 불편한 것과 같다.
한편으로는 무명배우 및 무명모델들은 연예활동을 통하여 얼굴만 널리 알려지고 이름은 널리 알려지지 않은 무명인들인데 엉뚱하게 유명세를 당하기도 한다.
바로 이들이 영화, 드라마, 광고 등에 출연해서 얼굴은 널리 알려져서 공공장소에 가면 이들을 알아보는 만인들이 많아서 엉뚱한 불이익을 당하는 식이다.
또한 이에 대하여 범죄자들도 무명범죄자들이 많지만 유명범죄자들도 있는 데 탈옥수로서 유명인이 된  김길수, 조직폭력배로서 유명인이 된 조양은, 선거범죄자로서 유명인이 된 명태균 등을 예로 들수 있다.
이들은 출소 후 사회생활을 하면서 이들과 접촉을 꺼리는 만인들이 많아서 취업하는 것은 사실상 아예 상상도 할수 없는 유명세를 불이익이 큰 가운데 부담하게 된다.
어느 부문에서이든 유명인이 되면 이러한 유명세를 부담하는 것은 각오하고서 되어야 하는 것이다.